# Ralph O'Brien
Ralph E. "Buckshot" O'Brien (Henshaw, Kentucky; 8 de abril de 1928 - Clearwater Beach, Florida; 22 de agosto de 2018) fue un jugador de baloncesto estadounidense que disputó dos temporadas en la NBA, además de jugar en la NPBL. Con 1,75 metros de estatura, jugaba en la posición de base.

## Trayectoria deportiva

### Universidad
Jugó durante cuatro temporadas con los Bulldogs de la Universidad Butler, siendo en todas ellas incluido en el mejor quinteto de la Mid-American Conference, y en las tres últimas elegido como mejor jugador de la conferencia. En diciembre de 1949 batió el récord de anotación de su universidad, al conseguir 31 puntos ante Indiana.

### Profesional
Fue elegido en la sexagésimo octava posición del Draft de la NBA de 1950 por Indianapolis Olympians, pero acabó jugando en la NPBL, primero en los Grand Rapids Hornets, y mediada la temporada en los Waterloo Hawks, siendo el cuarto mejor anotador de la competición, con 14,4 puntos por partido, y siendo elegido en el mejor quinteto de la liga.
En 1951 ficha por fin por los Olympians, jugando una temporada en la que promedió 9,0 puntos y 1,9 asistencias por partido. Tras ser despedido, ficha al año siguiente por los Fort Wayne Pistons, donde no llega a debutar, siendo traspasado junto con Jack Kerris a Baltimore Bullets, a cambio de Don Boven y Fred Scolari. En su única temporada en el equipo promedió 4,9 puntos y 1,3 rebotes por partido.

## Estadísticas de su carrera en la NBA

### Temporada regular
| Temporada | Edad | Equipo                 | Liga | P   | TIT | MIN  | TC  | TCA | %TC  | 3P | 3PA | %3P | TL  | TLA | %TL  | R.OF. | R.DEF. | REB | ASIS | ROB | TAP | PER | FP  | PTS |
| 1951-52   | 23   | Indianapolis Olympians | NBA  | 64  |     | 24.6 | 3.6 | 9.6 | .372 |    |     |     | 1.9 | 2.3 | .819 |       |        | 1.9 | 1.9  |     |     |     | 1.8 | 9.0 |
| 1952-53   | 24   | Baltimore Bullets      | NBA  | 55  |     | 13.8 | 1.7 | 5.2 | .336 |    |     |     | 1.4 | 1.7 | .848 |       |        | 1.3 | 1.0  |     |     |     | 1.3 | 4.9 |
| Total     |      |                        | NBA  | 119 |     | 19.6 | 2.7 | 7.6 | .360 |    |     |     | 1.7 | 2.0 | .830 |       |        | 1.6 | 1.5  |     |     |     | 1.6 | 7.1 |

### Playoffs
| Temporada | Edad | Equipo                 | Liga | P | MIN | TCA | TC | 3PA | 3P | TLA | TL | R.OF. | REB | ASIS | ROB | TAP | PER | FP | PTS | %TC  | %3P | %FT   | MIN  | PTS | REB | AST |
| 1951-52   | 23   | Indianapolis Olympians | NBA  | 2 | 49  | 5   | 11 |     |    | 5   | 5  |       | 3   | 3    |     |     |     | 1  | 15  | .455 |     | 1.000 | 24.5 | 7.5 | 1.5 | 1.5 |
| 1952-53   | 24   | Baltimore Bullets      | NBA  | 1 | 18  | 0   | 2  |     |    | 2   | 2  |       | 1   | 0    |     |     |     | 2  | 2   | .000 |     | 1.000 | 18.0 | 2.0 | 1.0 | 0.0 |
| Total     |      |                        | NBA  | 3 | 67  | 5   | 13 |     |    | 7   | 7  |       | 4   | 3    |     |     |     | 3  | 17  | .385 |     | 1.000 | 22.3 | 5.7 | 1.3 | 1.0 |